# Техелсдорф
Техелсдорф (њем. Techelsdorf) општина је у њемачкој савезној држави Шлезвиг-Холштајн. Једно је од 165 општинских средишта округа Рендсбург. Према процјени из 2010. у општини је живјело 157 становника. Посједује регионалну шифру (AGS) 1058160.

## Географски и демографски подаци
Техелсдорф се налази у савезној држави Шлезвиг-Холштајн у округу Рендсбург. Општина се налази на надморској висини од 33 метра. Површина општине износи 4,4 km². У самом мјесту је, према процјени из 2010. године, живјело 157 становника. Просјечна густина становништва износи 36 становника/km².

## Међународна сарадња
| Мјесто | Држава  | Врста сарадње | Од    |
| ------ | ------- | ------------- | ----- |
|        | Италија | партнерство   | 1985. |
| Извор  |         |               |       |